# Brantridge Park

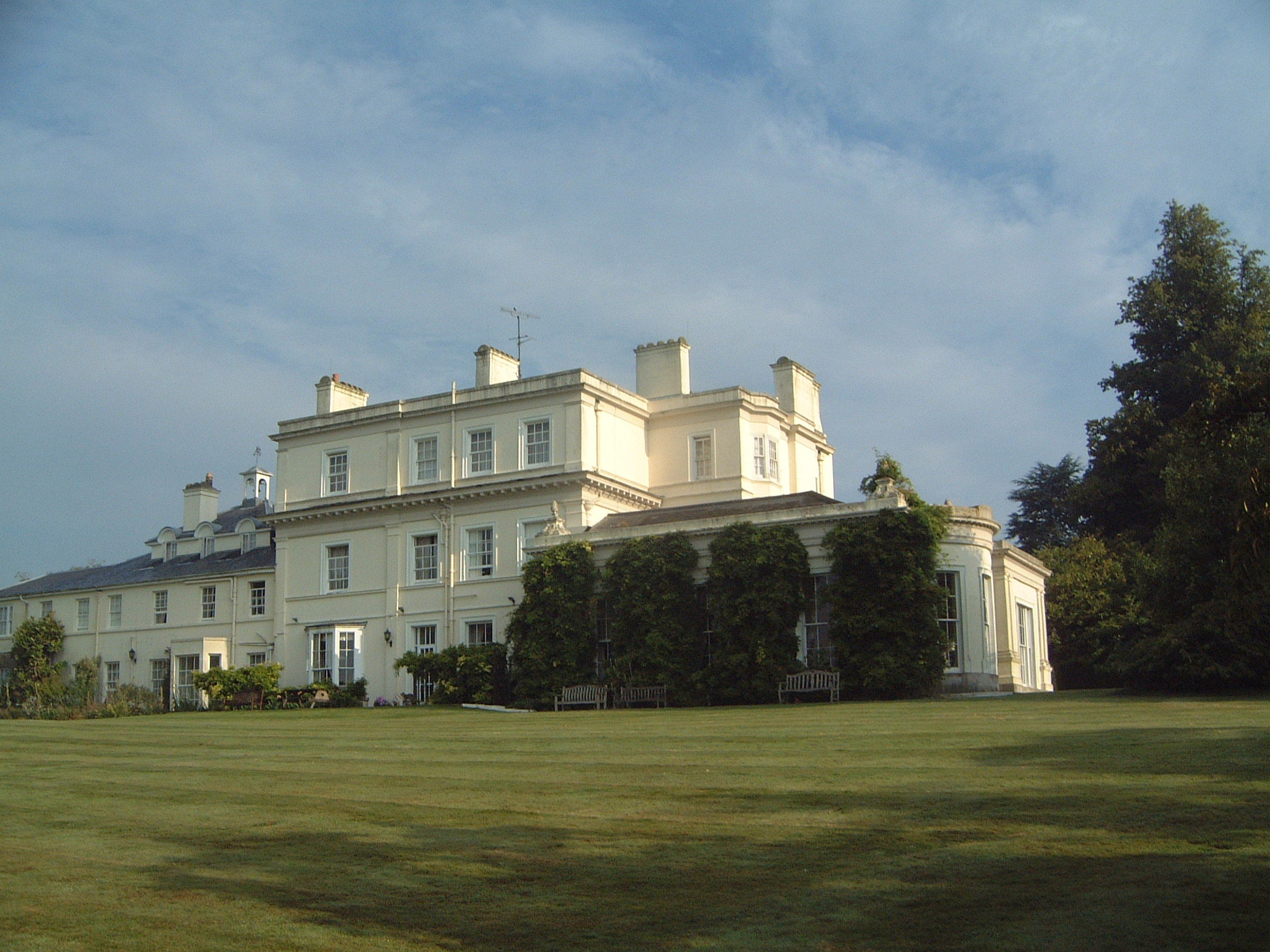
Brantridge Park

Brantridge Park – była rezydencja królewska położona w wiosce Balcombe w hrabstwie West Sussex w Anglii. Przez wiele lat była siedzibą lorda Athlone i jego żony księżniczki Alicji, wnuczki królowej Wiktorii. W latach 1919–1941 mieszkała tu także księżniczka Beatrycze, najmłodsza z córek Wiktorii. Później w posiadłości działał luksusowy hotel złożony z 24 apartamentów oraz restauracja. W styczniu 2008 zostały jednak zamknięte, zaś obecne wykorzystanie obiektu nie jest znane.  